# Eurytoma flaviventris
Eurytoma flaviventris is een vliesvleugelig insect uit de familie Eurytomidae. De wetenschappelijke naam is voor het eerst geldig gepubliceerd in 1977 door Zerova.